# Chi Mua
Chi Mua hay chi Muôi (danh pháp khoa học Melastoma) là một chi thực vật trong họ Mua (Melastomataceae). Chi này có khoảng 50 loài phân bổ khắp Đông Nam Á, Ấn Độ và Úc. Chi này đang có sự xem xét về danh pháp. Nhiều loài được đem trồng khắp nơi vì có hoa đẹp màu tím nhạt. Do trồng tràn lan nên các cây hoa mua bị coi là cỏ dại tại Hawaii và một số nơi tại Hoa Kỳ. Ở Việt Nam còn có loài hoa mua trắng phân bố khắp các rừng đồi miền Bắc, đặc biệt là vùng trung du Bắc Bộ. Chúng mọc xen lẫn vào những bụi hoa màu tím, tuy nhiên màu trắng rất ít và giá thành của một cây hoa mua trắng tự nhiên khá là cao.
Đặc điểm nhận dạng: cây có lá dài và nhỏ hơn cây tím,thân nhiều lông hơn và nổi bật với màu xanh rõ dệt ko pha hồng đỏ như hoa tím. Hoa thường có 4-6 cánh trắng muốt rất đẹp với nhuỵ màu vàng đặc trưng. Quả khi chín thay vì có màu đen như hoa mua tím thì quả của chúng lại có màu vàng pha chút sắc cam.

## Các loài
- Melastoma affine - mua tương tư, mua nhiều hoa
- Melastoma bauchei - mua Bauche, mua bụi
- Melastoma candidum - mua
- Melastoma dodecandrum - mua thấp, mua 12 nhị
- Melastoma imbrica - mua ông
- Melastoma malabathricum - mua sẻ, mua da hung
- Melastoma normale - mua thường
- Melastoma orientale - mua đông
- Melastoma paleaceum - mua dằm
- Melastoma saigonense - mua Sài Gòn, mua lông
- Melastoma sanguineum - mua bà, mua đỏ
- Melastoma setigerum - mua tơ
- Melastoma trungii - mua Trừng

Hoa mua có màu tím rất đẹp, nhiều người lầm tưởng với loài hoa sim nhưng thực ra 2 loài cây này khác nhau rõ rệt. Các loài hoa mua trông hoa thì rất giống nhau, chỉ phân biệt ở lá, trái và lông.
Cây hoa mua (Melastoma candidum) là loài chỉ thị đất chua phèn, có thể thấy mọc hoang khắp các miền Bắc Nam.

## Thơ văn
Trong thơ văn hoa mua nổi tiếng với bài ca vọng cổ: "Bông mua ai bán mà mua, mẹ không gả giá cho vừa lòng quan…"